# IC 5201
IC 5201 — галактика типу SBc () у сузір'ї Журавель.
Цей об'єкт міститься в оригінальній редакції індексного каталогу.